# Henrique Fleming
Henrique Fleming (Itajaí, 26 de outubro de 1938) é um físico e professor brasileiro.
Graduou-se na Universidade de São Paulo e realizou suas pesquisas de doutoramento na Universidade de Turim, Itália, onde trabalhou com Enrico Predazzi. Enquanto aluno de graduação, foi um dos fundadores do CEFISMA, então "Centro de Estudos de Física e Matemática" da antiga Faculdade de Filosofia, Ciências e Letras e atual centro acadêmico do Instituto de Física da USP.
É professor titular do Instituto de Física da USP, no Departamento de Física-Matematica. É membro da Academia Brasileira de Ciências e da Academia de Ciências do Estado de São Paulo. Foi editor da Revista Brasileira de Física de 1978 a 1983.
Suas atividades de pesquisa se concentram na área de física das partículas elementares e seus métodos, com incursões na cosmologia. Possui um site com muitas notas de aula e artigos não especializados, destinado a estudantes universitários.
Por mais de dez anos, até cerca de 2008, lecionou no Curso de Ciências Moleculares da Universidade de São Paulo, do qual é um dos fundadores.